# Saint-André-en-Terre-Plaine
Saint-André-en-Terre-Plaine – miejscowość i gmina we Francji, w regionie Burgundia-Franche-Comté, w departamencie Yonne.
Według danych na rok 1990 gminę zamieszkiwały 193 osoby, a gęstość zaludnienia wynosiła 14 osób/km² (wśród 2044 gmin Burgundii Saint-André-en-Terre-Plaine plasuje się na 718. miejscu pod względem liczby ludności, natomiast pod względem powierzchni na miejscu 703.).